# Louis Oudard Dixmude de Montbrun
 (juin 2025).
Louis Oudard Dixmude de Montbrun est un homme politique français né le 30 mai 1762 à Boulogne-sur-Mer et décédé le 13 juin 1838 à Montreuil (Pas-de-Calais).
Colonel de cavalerie, il est député du Pas-de-Calais de 1815 à 1816 et de 1824 à 1827, siégeant dans la majorité soutenant les gouvernements de la Restauration.

## Sources
- « Louis Oudard Dixmude de Montbrun », dans Adolphe Robert et Gaston Cougny, Dictionnaire des parlementaires français, Edgar Bourloton, 1889-1891 [détail de l’édition]